# Libellula angelina
Libellula angelina – gatunek ważki z rodziny ważkowatych (Libellulidae).